# Cloridina chlorida
Cloridina chlorida is een bidsprinkhaankreeftensoort uit de familie van de Squillidae. De wetenschappelijke naam van de soort is voor het eerst geldig gepubliceerd in 1886 door Brooks.